# Friedrich August Eckstein
Friedrich August Eckstein (Halle (Saale), 6 de maio de 1810 – Lípsia, 15 de novembro de 1885) foi um filólogo, pedagogo, e lexicógrafo alemão. De 1863 a 1881 foi reitor da Escola de São Tomás em Lípsia.
De 1827 a 1830 estudou filologia na Universidade de Halle, obtendo um doutorado em 1831. Em 1839 tornou-se diretor da Royal Pädagogium em Halle, e em 1849 foi nomeado co-diretor da Fundação Francke (Franckesche Stiftungen), entidade cristã, social e educacional fundada em 1695 por August Hermann Francke (1663-1727). Em 1863 se transferiu para Lípsia como professor adjunto da universidade, atuando também como reito da Escola de São Tomás, cargo que ocupou até 1881.

## Biografia
Eckstein nasceu em 1810 como filho de um pedreiro chamado Johann Karl Eckstein e de sua esposa Christine Friederike (sobrenome de solteira Mädicke) na cidade de Halle. Após a morte do seu pai, matriculou-se em 10 de Abril de 1820, como órfão, no orfanato da Fundação Francke. Na Universidade de Halle teve como professores Moritz Hermann Eduard Meier (1796-1855), Gottfried Bernhardy (1800-1875), Johann August Jacobs e Karl Christian Reisig (1792-1829).
Durante seus estudos na universidade, entrou em contato com muitos filólogos, tais como: Gustav Kießling (1809-1884), Moritz Ludwig Seyffert (1809-1872), Karl Ferdinand Ranke (1802-1876), Friedrich Gottlieb Schöne (1806-1857), Friedrich Rudolf Hanow († 1850), Friedrich Wilhelm Ritschl (1806-1876) e Wilhelm Büchner.
Em 6 de Janeiro de 1831 tornou-se colaborador da Escola Latina em Halle. Em 1834 se casa com Pauline Emilie, filha de um fabricante de tabacos chamado Anton Spieß. Nessa época ele exercia o cargo de bibliotecário na Escola Pedagógica Real e em 1842 se torna reitor da Escola Latina. Em 1849 foi co-diretor das Fundações Francke junto com Hermann Agathon Niemeyer (1802-1851).
Em 18 de Outubro de 1861 esteve presente na coroação do imperador Guilherme I, em Conisberga. Em 1863 foi condecorado com o título de cidadão honorário de sua cidade natal. O escultor alemão Robert Henze, construiu para ele uma estátua que foi colocada no auditório da Escola de São Tomás.
A sua filha Louise (1834–1914) se casou com o filólogo clássico Heinrich Keil (1822-1894).

## Obras Principais
- Nomenclator philologorum; Teubner, Lípsia 1871.
- Lateinischer Unterricht. Geschichte und Methode (lições de latim, história e método); segunda edição - Gota 1880.
- Lateinischer und griechischer Unterricht (Aulas de grego e de latim), Lípsia 1887.
- Prolegomena in Taciti, qui vulgo fertur, dialogum de oratoribus. Halle 1835
- Geschichte der Anrede im Deutschen durch die Pronomina. Plötz, Halle 1840.
- Geschichte des Hospitals S. Cyriaci zu Halle. Gebauersehen Buchhandlung, Halle 1841.
- Die Salfeldschen Buchdruckereien in Halle. Ein Sendschreiben an Dr. Gustav Schwetschke Editor da Livraria do Orfanato, Halle 1842.
- Chronik der Stadt Halle. Eine Fortsetzung der Dreyhauptschen Beschreibung des Saal-Kreises. 6 Volmues, Editor da Livraria do Orfanato, Halle 1842/43.
- Geschichte der Freimaurer-Loge im Orient von Halle. Eine Festgabe zur Säcularfeier der Loge zu den drei Degen. Gebauersche Buchdruckerei, Halle 1844.
- Chronicon montis sereni ex cod. Freheriano recensuit. Part I. Halle 1844. S. 1–104. (Progr. Halle Latina)
- Chronicon montis sereni ex cod. Freheriano recensuit. Part. II. Halle 1845. S. 105–160. (Progr. Halle Latina)
- Chronicon montis sereni ex cod. Freheriano ... Part. III. Halle 1846. S. 161–210. (Progr. Halle Latina)
- Beiträge zur Geschichte der Halleschen Schulen. (Constribuições para a História das Escolas de Halle) 1. Stück. Halle 1850. 50 S. (Programm Halle Latina)
- Beiträge zur Geschichte der Halleschen Schulen. (Constribuições para a História das Escolas de Halle) 2. Stück. Halle 1851. 55 S. (Programm Halle Latina)
- Anecdota Parisina rhetorica. Halle 1852. VI, 30 S. (Programm Halle Latina)
- Hermann Agathon Niemeyer Necrologia. Halle 1852. S. 31–42. (Programm Halle Latina)
- Discurso proferido na festa da escola em homenagem ao aniversário de cem anos de nascimento de Friedrich Schiller (1759-1805) realizado em 10 de novembro de 1859. Halle 1860. S. 31–39. (Programm Halle Latina)
- Discurso em homenagem ao dia de falecimento de Philipp Melanchthon, proferido em 17 de Abril de 1860. Halle 1860. S. 40-46. (Programm Halle Latina)
- Analecten zur Geschichte der Pädagogik. 1. Ein griechisches Elementarbuch aus dem Mittelalter. 2. Isidor’s Encyclopädie und Victorismus. 3. In nomine sacrosanctae trinitatis. Formul und Abriß, wie eine christliche und evangelische Schule wohl und richtig anzustellen sei ... verfasset durch M. Sigismund Evenius reitor da Universidade de Halle. Halle 1861. 48 S. (Programm Halle Latina)
- Beiträge zur Geschichte der Halleschen Schulen. (Constribuições para a História das Escolas de Halle) 3. Stück. Francke’sche Stiftungen.
- Familiaris interpretatio primae satirae Horatianae. Lípsia 1865. 43 S. (Programm Leipzig Thomasschule)
- Scholae Horatianae (carm. I, 20. 30. II, 11. IV, 3.) Lípsia 1869. 50 S. (Programm Leipzig Thomasschule)
- Auswahl deutscher Gedichte für gelehrte Schulen. 16. Auflage, Verlag der Buchhandlung des Waisenhauses, Halle 1869.
- Nomenclator philologorum. Teubner, Lípsia 1871 (Nachdruck Olms, Hildesheim 1966; vollständiger, korrigierter Text, bearbeitet von Johannes Saltzwedel. Hamburg 2005, PDF).
- Beschreibung des neuen Schulhauses. Einweihung des neuen Schulhauses. (Mit 6 Abbildungen.) Von August Friedrich Viehweger und Friedrich August Eckstein. Lípsia 1878. 29 S. u. 5 Tafeln. (Programm Leipzig Thomasschule)
- Lateinischer Unterricht. Geschichte und Methode. 2. Auflage, Beffer, Gota 1880 (Separatabdruck aus Schmid's Encyklopädie des gesammten Erziehungs- und Unterrichtswesens.
- Discurso de despedida proferido em 8 de abril de 1881. Lípsia 1882. S. 21–24. (Programm Leipzig Thomasschule)
- Lateinischer und griechischer Unterricht. Fues, Lípsia 1887.
- Phaedri Fabulae Für Schüler. Mit Anmerkungen Versehen. Teubner, Lípsia 1889.

## Outras obras
Além das obras mencionadas acima, Eckstein escreveu também sobre as seguintes celebridades:
1. Adolf Theodor Hermann Fritzsche (Groitzsch, 3 de junho de 1818 † Lípsia, 9 de Fevereiro de 1878), foi filólogo clássico alemão e filho do teólogo Johannes Dorotheus Fritzsche (1785–1863).
2. August Gotthilf Gernhard (Naumburgo, 4 de março de 1777 † Veimar, 4 de março de 1845), foi filólogo alemão.
3. Caspar von Barth (Küstrin, 21 de junho de 1587 † Lípsia, 17 de setembro de 1658), foi filólogo alemão.
4. Jacobus Ceporinus (Dinhard, perto de Winterthur, 1500 † Zurique, 20 de dezembro de 1525), foi filólogo alemão.
5. Daniel Beck (Lípsia, 22 de janeiro de 1757 † Lípsia, 13 de dezembro de 1832), foi filólogo, historiador, teólogo e professor universitário alemão.
6. Christian Friedrich Franckenstein (Lípsia, 20 de agosto de 1621 † Lípsia, 1 de novembro de 1679), foi filólogo e historiador alemão.
7. Christoph Caesar, o Velho (Iglau, 24 de abril de 1540 † Eylau, Prússia, 16 de agosto de 1604), foi filólogo e reitor alemão.
8. Ernst Gotthelf Gersdorf (Tautendorf, perto de Stadtroda (Turíngia), 2 de novembro de 1804 † Lípsia, 5 de janeiro de 1874), foi bibliotecário e filólogo alemão.
9. Ferdinand Bamberger (Braunschweig, 24 de janeiro de 1809 † Karlsbad, 17 de julho de 1855), foi filólogo clássico e erudito alemão.
10. Johann Friedrich Dübner (Hörselgau, perto de Gota, 20 de dezembro de 1802 † Bois, perto de Paris, 13 de dezembro de 1867), foi erudito e filólogo clássico franco-teutônico.
11. Friedrich Ludwig Abresch (Hesse-Hausburgo, 29 de dezembro de 1699 † Zwolle, Holanda, 16 de maio de 1782), foi filólogo alemão e pai de Jeremias Frederik Abresch (1745-1805).
12. Friedrich Wilhelm Döring (Elsterberga, perto de Plauen (Vogtland), 9 de fevereiro de 1756 † Gota, 27 de Novembro de 1837), foi pedagogo e filólogo alemão.
13. Gottfried Bernhardy (Landsberga, 18 de março de 1800 † Halle an der Saale, 15 de maio de 1875), foi historiador literário, bibliotecário e filólogo clássico alemão.
14. Gottfried Fähse (Schlesen, perto de Vitemberga, 24 de agosto de 1764 † Jüterbog, 29 de maio de 1831), foi pedagogo e filólogo clássico alemão.
15. Gregor Bersman (Anaberga, 10 de março de 1538 † Zerbst, 5 de outubro de 1611), foi filólogo e escritor latino alemão.
16. Heinrich Eduard Foß (Elbing, 6 de novembro de 1805 † , 1875), foi filólogo e reitor alemão.
17. Hermann Albert Daniel (Köthen, Anhalt, 18 de novembro de 1812 † Lípsia, 13 de setembro de 1871), foi geógrafo e compositor de hinos alemão.
18. Hieronymus Freyer (Gantkow in der Priegnitz, 2 de agosto de 1675 † Halle, 15 de junho de 1747), foi pedagogo e filólogo alemão.
19. Jacobus Ceratinus (? † Hoorn, Holanda, 20 de abril de 1530), foi professor de grego, humanista, latinista e filólogo holandês.
20. Johann Christoph Dähne (Zeitz, 19 de janeiro de 1776 † Zeitz, 16 de novembro de 1832), foi filólogo e pedagogo holandês.
21. Johann Christoph Ernesti (Keula, Schwarzburg, 11 de janeiro de 1662 † Bad Tennstedt, 11 de agosto de 1722), foi filólogo e teólogo evangélico alemão.
22. Johann Christoph von Dreyhaupt (Halle an der Saale, 20 de abril de 1699 † Halle an der Saale, 13 de dezembro de 1768), foi jurista e historiador alemão.
23. Johann Friderich (Wolfshausen, perto de Vurzburgo, 7 de outubro de 1563 † Lípsia, 8 de dezembro de 1629), foi filólogo, historiador, reitor, pedagogo e bibliotecário alemão.
24. Johann Friedrich Facius (Coburgo, 26 de janeiro de 1750 † Coburgo, 21 de junho de 1825), foi pedagogo e filólogo clássico alemão.
25. Johann Georg Eck (Hinternahe, perto de Schleusingen, 23 de janeiro de 1745 † Lípsia, 20 de novembro de 1808), foi historiador literário e filólogo alemão.
26. Johann Gottfried Boltze (Gödewitz, 14 de janeiro de 1802 † Salzmünde perto de Halle, 30 de maio de 1868), foi industrialista e filólogo alemão.
27. Johann Heinrich Deinhardt (Niederzimmern, perto de Veimar, 15 de julho de 1805 † Bromberga, 16 de agosto de 1867), foi pedagogo e filólogo alemão.
28. Johann Leonhard Frisch (Sulzbach, perto de Nurneberga, 19 de março de 1666 † Berlin, 21 de março de 1743), foi teólogo, educador, naturalista e entomologista alemão.
29. Johann Matthias Gesner (Roth an der Rednitz, 9 de abril de 1691 † Gotinga, 3 de agosto de 1761), foi pedagogo, filólogo clássico e bibliotecário alemão.
30. Johannes Nikolaus Funck (Marburgo, 29 de março de 1693 † Rinteln, 26 de dezembro de 1777), foi filólogo alemão.
31. Johannes Caesarius (Jülich, 1468 † Colônia, Dezembro de 1550), foi filólogo e médico alemão.
32. Johannes Clajus (Herzberg (Elster), 24 de Junho de 1535 † Bendeleben, 11 de abril de 1592), foi erudito, teólogo, pedagogo, gramático alemão.
33. Karl Hermann Funkhänel (Johanngeorgenstadt, 5 de agosto de 1808 † Eisenach, 18 de agosto de 1874), foi filólogo e pedagogo alemão.
34. Philipp Funke (Görtzschke, perto de Brandemburgo, 13 de julho de 1752 † Altona (atual Hamburgo), 9 de junho de 1807), foi filólogo, pedagogo e historiador alemão.
35. Ludwig Dindorf (Lípsia, 3 de janeiro de 1805 † Lípsia, 6 de setembro de 1871), foi filólogo alemão e irmão de Wilhelm Dindorf (1802-1883).
36. Moritz Döring (Dresden, 13 de Fevereiro de 1798 † Freiberga, 29 de Outubro de 1856), foi filólogo e erudito alemão.
37. Nicolaus Clenardus (Diest, 5 de Dezembro de 1493 † Alhambra, Granada, 1542), foi humanista, teólogo e orientalista belga.
38. Paul Dolscius (Plauen, Vogtland, 1526 † Halle an der Saale, 9 de março de 1589), foi teólogo luterano, professor e médico alemão.
39. Rudolf Dietsch (Mylau, Vogtland, 16 de março de 1814 † Stötteritz, 29 de dezembro de 1874), foi filólogo e historiador alemão.
40. Sigismund Evenius (Nauen, perto de Potsdam, 1587 † Veimar, 17 de setembro de 1639), foi filólogo e pedagogo alemão.
41. Wilhelm Bäumlein (Langemburgo, 23 de abril de 1797 † Maulbronn, 24 de novembro de 1865), foi filólogo e pedagogo alemão.